# Caringin Kulon
Caringin Kulon is een bestuurslaag in het regentschap Sukabumi van de provincie West-Java, Indonesië. Caringin Kulon telt 3880 inwoners (volkstelling 2010).